# Додвелл, Генри
Генри Додвелл (октябрь 1641, Дублин — 7 июня 1711, Шоттесбрук, Беркшир) — английский церковный историк, англиканский богослов и духовный писатель со спорными взглядами.
Его отец, потеряв свою собственность в Коннахте во время Ирландского восстания 1641 года, обосновался в 1648 году в Йорке. Здесь Генри получил начальное образование в бесплатной школе. В 1654 году его дядя отправил его в Тринити-Колледж в Дублине, где он, получив в 1662 году степень бакалавра, а в 1663 — магистра искусств, впоследствии стал учёным и преподавателем-богословом. Имея возражения против религиозного служения, он оставил преподавание в 1666 году, но в 1688 году был избран Камденовским профессором древней истории в Оксфорде. В 1691 году он был лишён звания профессора по причине отказа дать клятву преданности королю Вильгельму III и королеве Марии II. Удалившись к Шоттесбрук в Беркшире и живя на доходы от небольшого состояния в Ирландии, он посвятил себя исследованию хронологии и структуры церкви.
Э. Гиббон писал о его знаниях как об «огромных» и отмечал, что его «умение использовать факты равно приобретённым им знаниям», хотя он сильно критиковал его методы и стиль. Работы Додвелла, посвящённые церковной структуре, согласно оценкам начала XX века, более обширные, но намного менее ценные, чем работы по хронологии, а его суждения, высказанные в них, являются куда слабее, нежели его достижения в области исследований. Благодаря своим ранним работам он оценивался как один из самых крупных исследователей среди так называемых «неджуроров»; но доктрина, впоследствии провозглашённая им, согласно которой душа смертна, а бессмертием могут обладать только те, кто получил крещение от рук членов регулярно назначаемого духовенства, и поэтому они обладают привилегией, которой безнадёжно лишены инакомыслящие, не усиливала его репутацию.
Его главные работы посвящены хронологии Античности: «A Discourse concerning Sanchoniathon’s Phoenician History» (1681); «Annales Thucydidei et Xenophontei» (1702); «Chronologia GraecoRomana pro hypothesibus Dion. Halicarnassei» (1692); «Annales Velleiani, Quintilianei, Statiani» (1698); также большой трактат под заглавием «De veteribus Graecorum Romanorumque Cyclis» (1701).
Его старший сын Генри (ум. в 1784) был известен как автор брошюры «Christianity not founded on Argument», ответ на которую был издан его братом Уильямом (1709—1785), который был помимо этого известен спором с доктором Конайерсом Миддлтоном по поводу описанных в Библии чудес.